# Козловка (Торбеєвський район)
Козло́вка (рос. Козловка, ерз. Козловка) — присілок у складі Торбеєвського району Мордовії, Росія. Входить до складу Краснопольського сільського поселення.
Населення — 53 особи (2010; 61 у 2002).
Національний склад станом на 2002 рік:
- росіяни — 88 %